# بول ميتشيل
بول ميتشيل (بالإنجليزية: Paul Mitchell)‏ هو شخصية أعمال ومصفف الشعر أمريكي، ولد في 27 يناير 1936 في Carnwath ‏ في المملكة المتحدة، وتوفي في 21 أبريل 1989 في لوس أنجلوس في الولايات المتحدة بسبب سرطان البنكرياس.